# Acer leucoderme
Acer leucoderme е вид широколистно дърво от семейство Sapindaceae. Видът е незастрашен от изчезване.

## Разпространение
Видът е разпространен в югоизточните части на САЩ от Северна Каролина на юг до северозапад от Флорида и на запад от източен Тексас. Среща се във влажни, каменисти почви по речните брегове, долините, горите и скалите. Въпреки че като цяло е рядко дърво, то е често срещано във вътрешната крайбрежна равнина и в Пидмънтските райони на Джорджия.